# 李荘妃
荘妃李氏（そうひ りし、万暦16年10月17日（1588年12月5日） - 天啓4年10月26日（1624年12月6日））は、明の泰昌帝の側室。

## 経歴
順天府通州宝坻県の庶民であった李海と劉氏の娘として生まれた。万暦26年（1598年）、後宮に入り、侍女となった。後に、皇太子朱常洛（後の泰昌帝）の邸に入り、選侍（皇子の側室）となった。別の選侍李氏（西李、後の李康妃）と区別して、東李と称された。温和な性格で無口であり、下人たちの評判も良かった。皇太子から寵愛を受けたが、子供はなかった。朱由検（後の崇禎帝）の養育を、先に担っていた西李に代わって任された。
万暦48年（1620年）7月、万暦帝の崩御により泰昌帝が即位するが、側室達が妃嬪に封ぜられる間もなく、9月1日に崩じた。天啓3年12月3日（1624年1月22日）、天啓帝から光廟荘妃（泰昌帝の廟号の光宗による）に封じられた。また弟の李国棟は従三品錦衣衛指揮同知に任じられた。
魏忠賢と客氏（天啓帝の乳母）に冷遇され、李荘妃は憂憤のうちに病没した。恭懿と諡された。崇禎帝の時代、弟の李国棟が荘田を下賜された。

## 伝記資料
- 『明熹宗実録』
- 『酌中志』
- 『恭懿荘妃李氏墓誌銘』「妃姓李氏、順天府宝坻県人。父海、母劉氏。弟国棟授錦衣衛指揮同知。妃於万暦二十六年選入内廷、侍我皇考恭勤懋著。天啓三年十二月初三日冊封為荘妃、四年十月二十六日辰時以疾薨。距其生万暦十六年十月十七日亥時、享年三十七歳。惟妃徳性温良、儀容敬慎、我皇考重之、隆眷特嘉。今上追思皇考之意、典礼優異、茲復諡曰恭懿。以天啓四年十二月二十六日葬於翠微山之原。生栄死哀、夫復何憾。儒臣奉志幽宮用垂不朽云。」